# Thum (Kreuzau)
Thum is een dorpje in de Duitse gemeente Kreuzau, deelstaat Noordrijn-Westfalen, en telt 386 inwoners (31 juli 2019).

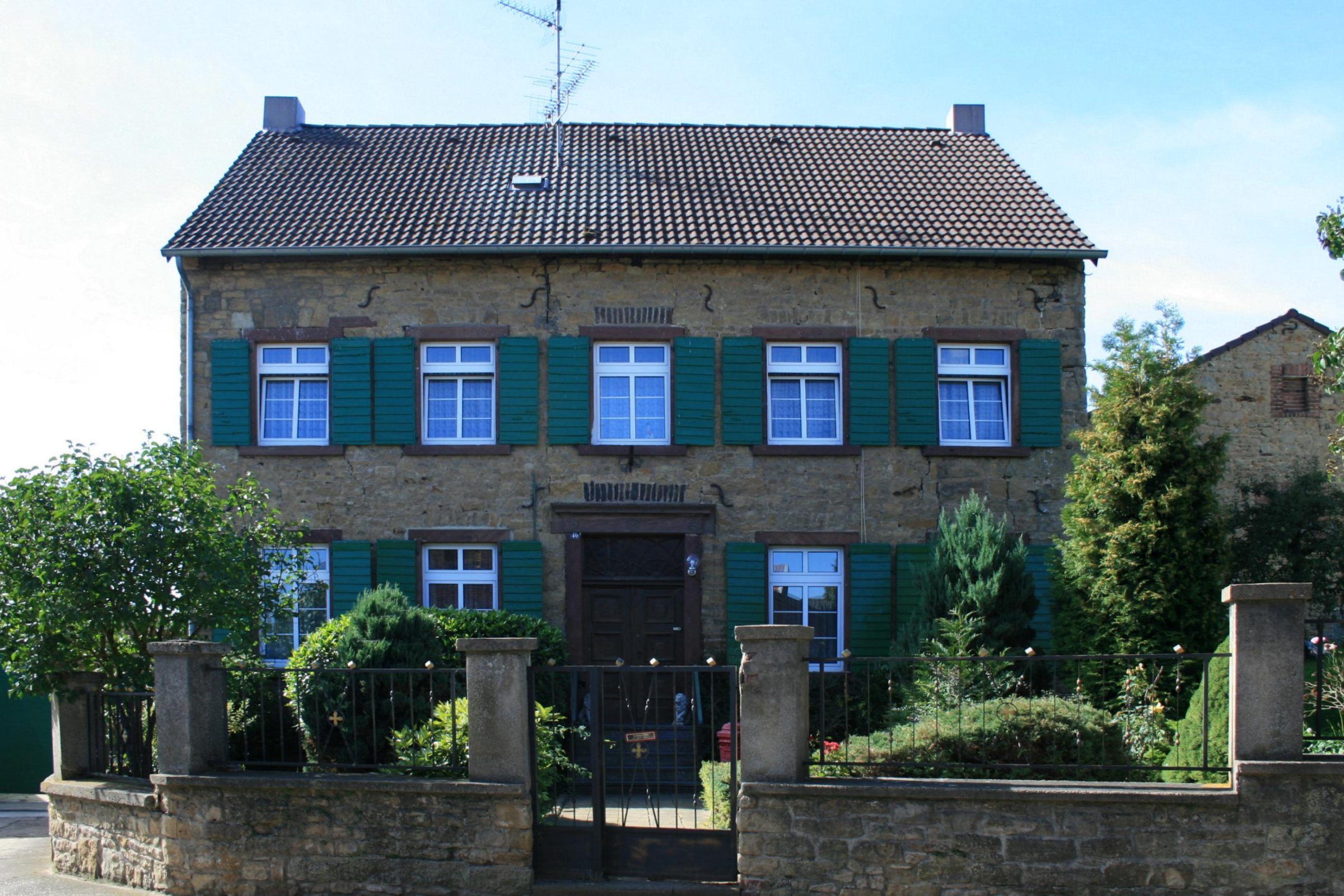
Monumentaal woonhuis in Thum